# ブクブクアワー
『ブクブクアワー』は、ヨシヤスによる日本の漫画作品、並びに同作品に登場するキャラクターによるキャラクターグッズ群の名称。

## 概要
元々はヨシヤスが、2008年9月より雑誌『L25』（リクルート）の携帯サイト「L25mobile」で連載している4コマ漫画が発祥。子供にしか見えない謎の泡まみれ生物「ブクブク」を主人公に、その仲間たちやブクブクが見えるという女の子・ニコちゃんなどが繰り広げる世界を描いている。キャラクターブック（単行本）は2010年現在2巻まで刊行中。2011年2月18日にはブクブクあたま体操が発売されている。
2009年2月よりジェイアール東日本企画・メディアファクトリー・iccaらが共同でメディアプロモーションを開始。同年5 - 7月にかけてBS朝日『ブロスタ.TV』内でテレビアニメ放映が行われたほか、各種グッズ展開も進められている。2011年2月にはアニメDVDがポニーキャニオンから発売された。
企画段階からJR東日本の関連会社が参画している関係からJR東日本の駅構内でのプロモーション展開に絡むことが多く、KIOSKおよびNEWDAYS店頭での商品紹介ビデオに起用される、列車内の映像広告「トレインチャンネル」で放映 されるほか、過去にエキュート大宮・立川のキャンペーンキャラクターに起用されたことがある。

## 主な登場キャラクター
ブクブク
ブクブー

## 書誌情報
単行本はいずれもメディアファクトリーから刊行されている。
- 第1巻：2009年2月18日発売、ISBN 978-4840126700
- 第2巻：2010年4月7日発売、ISBN 978-4840132701